# 軽井沢プリンスホテル
軽井沢プリンスホテル（かるいざわプリンスホテル、英文：Karuizawa Prince Hotel ）は、長野県北佐久郡軽井沢町にあるリゾートホテルである。

## 概要
西武プリンスホテルの起源は中軽井沢千ヶ滝地区に存在した旧朝香宮別邸「プリンス・ホテル」（1948年開業）にある。こちらのホテルは「軽井沢プリンスホテル」「千ヶ滝プリンスホテル」と名を変え、1964年以降は皇室専用ホテルとなった（現在は建物が残るのみで使用されていない）。
1950年に旧根津嘉一郎邸「晴山ホテル」が軽井沢駅南側で開業したのが、現在ある「軽井沢プリンスホテル」の始まりである。1973年には晴山ホテル隣地で「軽井沢プリンスホテル」が開業。1977年に両ホテルが統合され、前者は西館（1986年新築。現「ウエスト」）、後者は東館（現「イースト」）となり、新たに「軽井沢プリンスホテル」として営業を開始した。
1973年開業の「イースト」（旧東館）と1986年開業の「ウエスト」（旧西館）の2つからなる。2007年までは3館構成だったが、1982年に開業した旧南館のみ上級ブランドの「ザ・プリンス軽井沢」としてリブランドされている。現在のウエスト開業まではイーストが「本館」、ザ・プリンス軽井沢は「新館」の名称だった。
北陸新幹線軽井沢駅南口から矢ケ崎山（1,184m）周辺の敷地（約110万坪）にホテル・スキー場・ゴルフ場と日本最大のリゾートショッピングモールがあり、年間約900万人の来場人員がある。さらに通称プリンス通りを介して南下すると「軽井沢浅間プリンスホテル」（1997年開業）とプリンスホテル経営のゴルフ場が複数あり、これらを全てを含めて軽井沢プリンスグランドリゾートを形成している。軽井沢プリンスホテルは歴史的にも、全国に存在するプリンスホテルの中核的存在となっており、事業面積は最大規模を誇っている。
開業時のシェフは日本人で初めてフランスロワール川の流れる町ロアンヌのミシュラン最高位三ツ星レストラン「トロワグロ」で修行した、平山滋隆（登）シェフである。

## 施設
- イースト：243室（収容人員830名）
  - 客室：洋室71室、コテージ147棟（4名）・ドックヴィレッジ25棟（4名）。
  - レストラン・バー：メインダイニングルーム、レストランポルト、和食堂信濃、メインバー。
  - 森のホットスプリング&スパ（軽井沢矢ヶ崎温泉）
- ウエスト：418室（収容人員1,580名）
  - 客室：洋室188室、コテージ141棟（4名）・36棟（6名）・53棟（8名）。
  - レストラン・バー：中国料理桃李、ステーキ＆シーフードニューヨーク、和食からまつ、ラウンジマロン、レストランこぶし。
  - 宴会場（長野・浅間・千曲・にれの木ホール）・会議室3室。
  - もみの木チャペル
- 駐車場：970台（無料）
- 新送迎システム「ピックアップバス」（送迎用ノンステップバス）
- フォレスターナ軽井沢（ゲストハウス型ウェディング）
- 軽井沢プリンスボウル（30レーン、軽井沢プリンスショッピングプラザ内）
- テニスコート（24面）
- ネイチャーキッズ森の家（軽井沢プリンスホテルイースト内、picchioプログラム）
- 芝生のひろば
- 森のキッズルーム（軽井沢プリンスホテルウエスト、コテージ519号室）
- 森のドックヴィレッジ（ドッグラン・ドックコテージ）
- ペットスパ（軽井沢・プリンスショッピングプラザ プリンスボウル内）
- レンタサイクル（軽井沢プリンスホテルゴルフコース横）
- 軽井沢・プリンスショッピングプラザ
  - 店舗数217店舗（延床面積61,384㎡、店舗面積31,861㎡）
  - 駐車場：3,665台。
- 軽井沢プリンスホテルスキー場（リフト数10本・駐車場1,000台）
- 軽井沢プリンスホテルゴルフコース（9ホール）
- 晴山ゴルフ場（18ホール、セルフカート）
- 軽井沢・プリンスゆり園

## 沿革
- 1883年（明治16年）- 川上操六が矢ヶ崎山麓に牧場を経営。
- 1919年（大正8年）- 川上操六の土地を根津嘉一郎が買収、根津別荘完成（あめりか屋）。
- 1937年（昭和12年）- 武蔵学園（財団法人根津育英会）青山寮落成（長野県軽井沢町矢ヶ崎）、1980年12月に廃止。
- 1949年（昭和24年）- 4月、堤康次郎が根津嘉一郎別荘110万坪を買収
- 1950年（昭和25年）- 3月25日、晴山ホテル開業（旧根津嘉一郎別荘、83室）。根津嘉一郎の｢青山（せいざん）｣が名前の由来。
- 1955年（昭和30年） - 7月25日～28日、昭和天皇、香淳皇后の行幸啓[1]。
- 1959年（昭和34年）- 8月17日～20日、二十世紀音楽研究所第3回現代音楽祭が晴山ホテルのホールで開催[2]。
- 1961年（昭和36年）- 1月7日、日本初の人工雪スキー場を開設（晴山ホテル敷地内、1964年まで営業）
- 1964年（昭和39年）- 10月15日、晴山ホテル、東京オリンピック馬術選手村に。
- 1968年（昭和43年）- 6月、晴山ホテルにコテージ12棟建設。
- 1970年（昭和45年）- 11月、国土計画かまど岩山荘完成（竹中工務店、269m2）。
- 1973年（昭和48年）- 4月28日、軽井沢プリンスホテル開業（現イースト、黒川紀章設計（鹿島建設）72室）
  - 7月11日、プリンスコテージ開業。
  - 12月26日、軽井沢プリンスホテルスキー場開業。
- 1977年（昭和52年）- 晴山ホテルと統合し、「晴山館」と「本館」になる。
- 1982年（昭和57年）- 4月28日、軽井沢プリンスホテル新館開業（清家清デザインシステム設計（清水建設）108室、南館）（現ザ・プリンス軽井沢）
- 1986年（昭和61年) - 7月12日、軽井沢プリンスホテル西館開業（現ウエスト、西武建設（清水建設））国際会議場「浅間」誕生。
  - これに伴い、当時の本館は「東館」、新館は「南館」へ改称。
- 1987年（昭和62年）- 4月24日、軽井沢プリンスホテルコテージE36棟、F24棟増築。
  - 7月、軽井沢プリンスホテル西館増築（86室）中国料理桃李、和食堂からまつ、ステーキ&シーフードニューヨーク、宴会場千曲開業。
- 1988年（昭和63年）- 7月、コテージＦタイプ20棟開業。
  - 軽井沢駅南口開設。
- 1992年（平成4年）- 12月14日、メインバンケットホール｢長野｣開業（風景舎（西武建設））。
- 1993年（平成5年）- ｢もみの木チャペル｣開業。
- 1994年（平成6年）- 7月22日、バーガーキング軽井沢店開業。
- 1995年（平成7年）- 7月22日、軽井沢・プリンスショッピングプラザ開業（現 ウエスト、風景舎（西武建設））
- 1997年（平成9年）- 4月24日、西館「ラウンジマロン」開業。
  - 7月12日、軽井沢・プリンスショッピングプラザ・イースト開業。軽井沢プリンスボウル開業（30レーン、池原義郎・建築設計事務所）
  - 7月19日、軽井沢浅間プリンスホテル開業（81室、カシニョールがロビー用タピスリー｢夏の庭｣製作）（西武建設）
  - 10月1日、北陸新幹線先行開通（高崎 - 長野）
- 1998年（平成10年）- 7月10日、｢サンドイッチ&クレープマローネ｣｢ビアンカ｣開業。
- 1999年（平成11年）- 7月2日、軽井沢・プリンスショッピングプラザ・ニューウエスト開業。和食ななかまど、そば処さく庵開業。
- 2000年（平成12年）- 12月20日、軽井沢・プリンスショッピングプラザ・ニューウエスト増床開業（池原義郎・建築設計事務所）。｢軽井沢味の街｣、｢プリンスカフェテリア｣、｢プリンスパン工房｣、｢プリンスカフェ｣開業。メルシャン軽井沢IMAXシアター開業（2007年3月31日で閉館）
- 2002年（平成14年）- 4月21日、ブライダル棟開業。
- 2004年（平成16年）- 4月28日 、軽井沢・プリンスショッピングプラザ・ニューイースト開業。「ワールドトイミュージアム（㈱バンダイ）」・｢レストラン アーティチョーク｣（柳澤孝彦（元竹中）＋TAK建築研究所）・｢ピッコラロトンダ｣開業（池原義郎・建築設計事務所）（西武建設）。
  - 7月17日、｢軽井沢・プリンスゆり園｣を開園。
- 2005年（平成17年）- 7月、軽井沢プリンスホテル芝生の広場開業（軽井沢プリンスホテルゴルフコースは9ホールのみの営業となる）
  - 10月1日、軽井沢プリンスホテル東館｢プリンスドッグヴィレッジ｣（愛犬と泊まれるコテージ）開業。
- 2006年（平成18年）- 11月1日、軽井沢プリンスボウル内に「PET-SPA軽井沢店」開店（ペットケアショップ）
- 2007年（平成19年）- 4月1日、コンポレートマークとホテル名称変更
東館・西館→軽井沢プリンスホテル イースト & ウエスト、南館→ザ・プリンス軽井沢、軽井沢浅間プリンスホテル→名称変更なし 
  - 7月12日、軽井沢プリンスホテルイースト（東館）客室改装。
  - 7月12日、新送迎システム「ピックアップバス」運行開始。
  - 7月19日、森のホットスプリング & スパ開業（軽井沢矢ケ崎山温泉）
- 2008年（平成20年）- 11月14日、軽井沢・プリンスショッピングプラザ『ニューイーストガーデンモール』第6期増床開業。
  - 12月23日、ゲストハウスウエディングエリア｢forestana KARUIZAWA｣開業。

## アクセス
- 電車
  - 北陸新幹線軽井沢駅南口からタクシーで2分。徒歩約10分。
- 車
  - 上信越自動車道碓氷軽井沢ICから12.5km（平常時14分）